# 프렌드 존 (드라마)
《Friend Zone》(태국어: Friend Zone – เอาให้ชัด, 로마자: Friend Zone – Ao Hai Chat)는 2018년 11월 11일부터 2019년 2월 2일까지 방송되었던 태국의 드라마이다.